# Balocha astutus
Balocha astutus är en insektsart som beskrevs av Melichar 1903. Balocha astutus ingår i släktet Balocha och familjen dvärgstritar. Inga underarter finns listade i Catalogue of Life.